# Teatro Arniches (Madrid)
El Teatro Arniches de Madrid va ser un teatre situat en el número 7 del carrer Cedaceros de Madrid. Després també va fer la funció de cinema amb el nom de Cine Bogart. En el període que va des de 1965 a 1978 s'hi van poder veure muntatges teatrals com: Educando a una idiota d'Alfonso Paso o El matrimonio del señor Mississippi de Friedrich Dürrenmatt. El 1999 allotja el IV Festival de Cine Gay-Lésbico de Madrid. Va tancar definitivament les seves portes el 2001.